# Cadenot

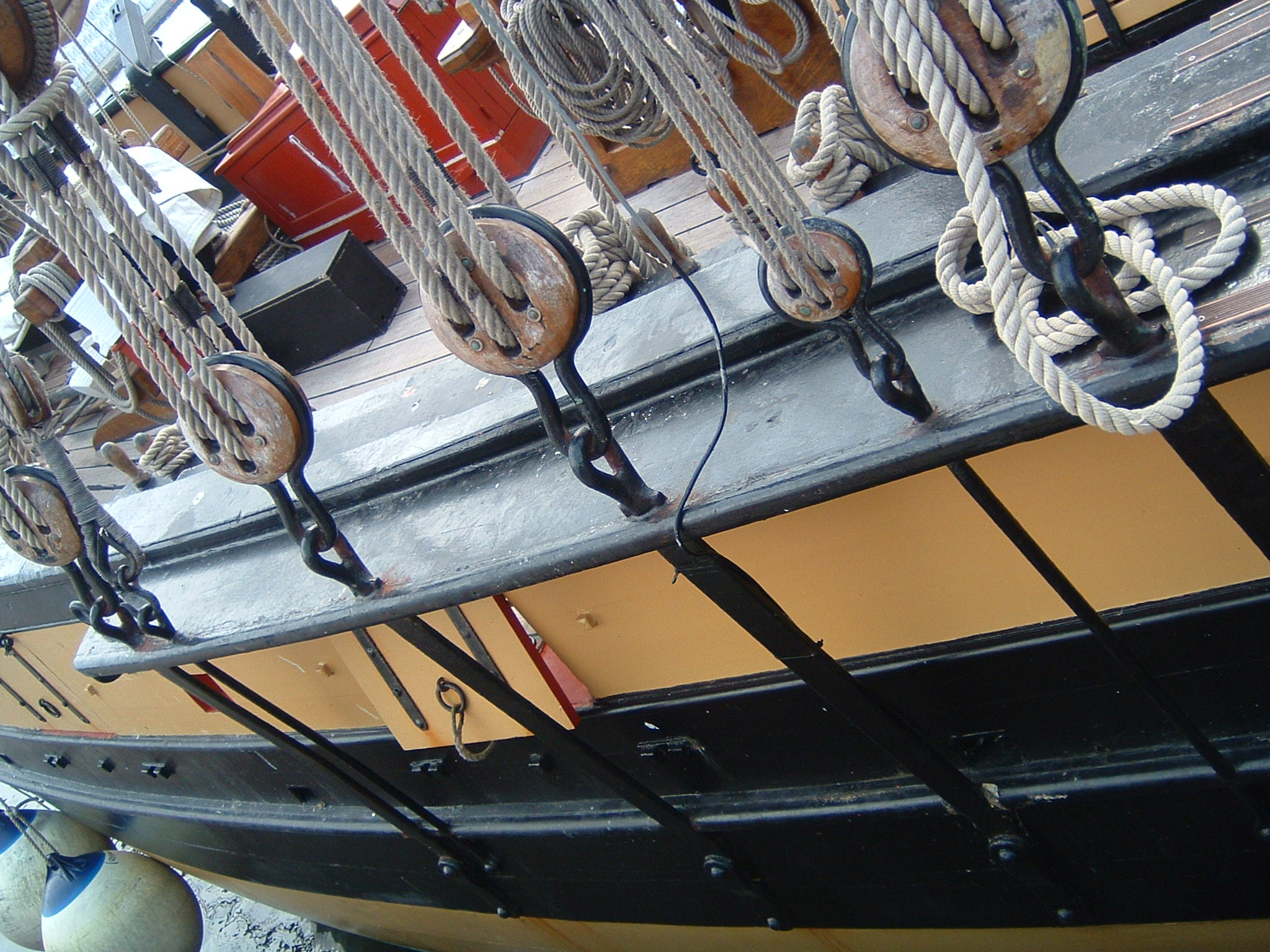
Cadenots en un veler tradicional ("Le Renard"). Vegeu les bigotes inferiors i els sistemes tensors.

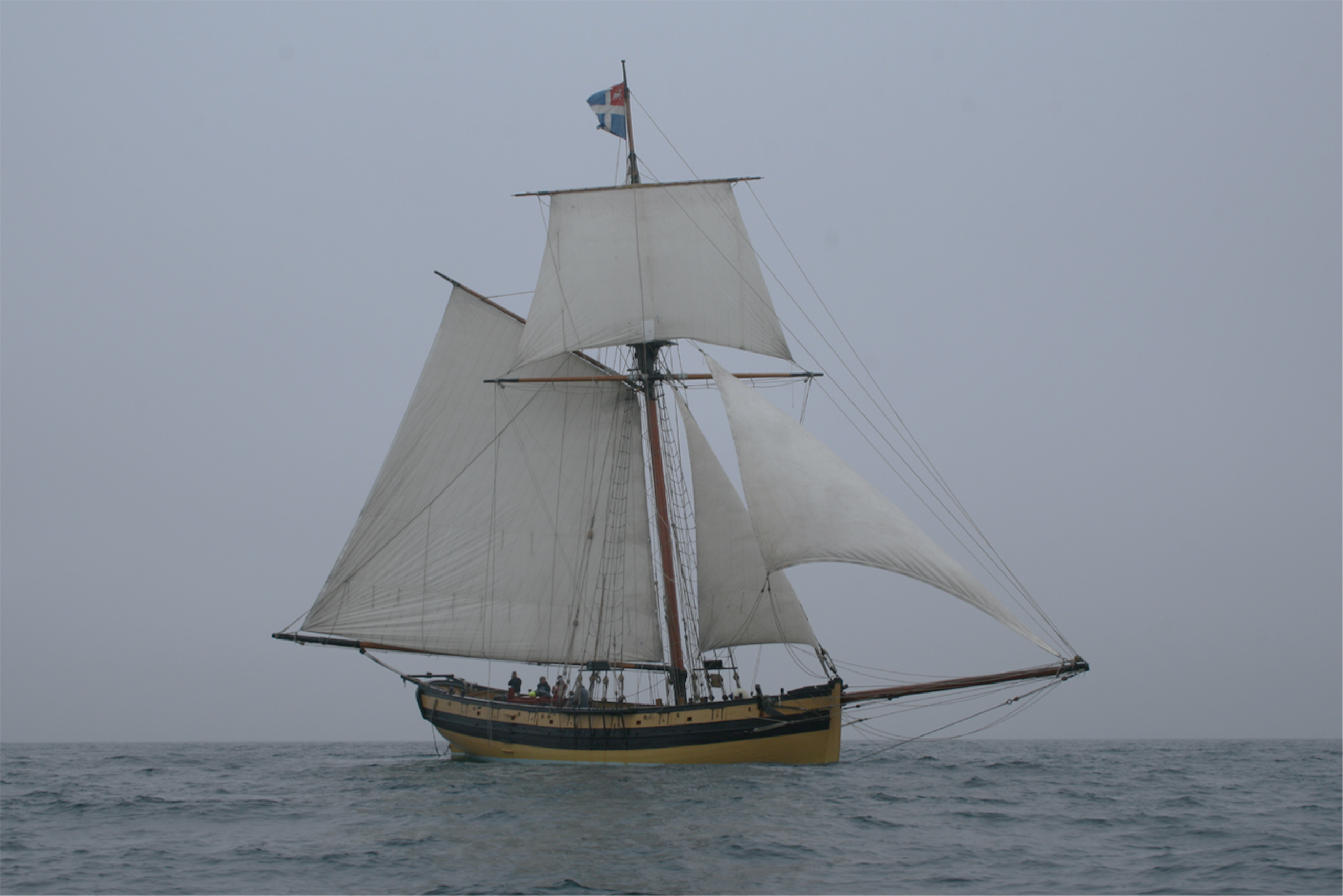
Veler "Le Renard", aparellat de "côtre à hunier". Rèplica del vaixell del corsari Robert Surcouf

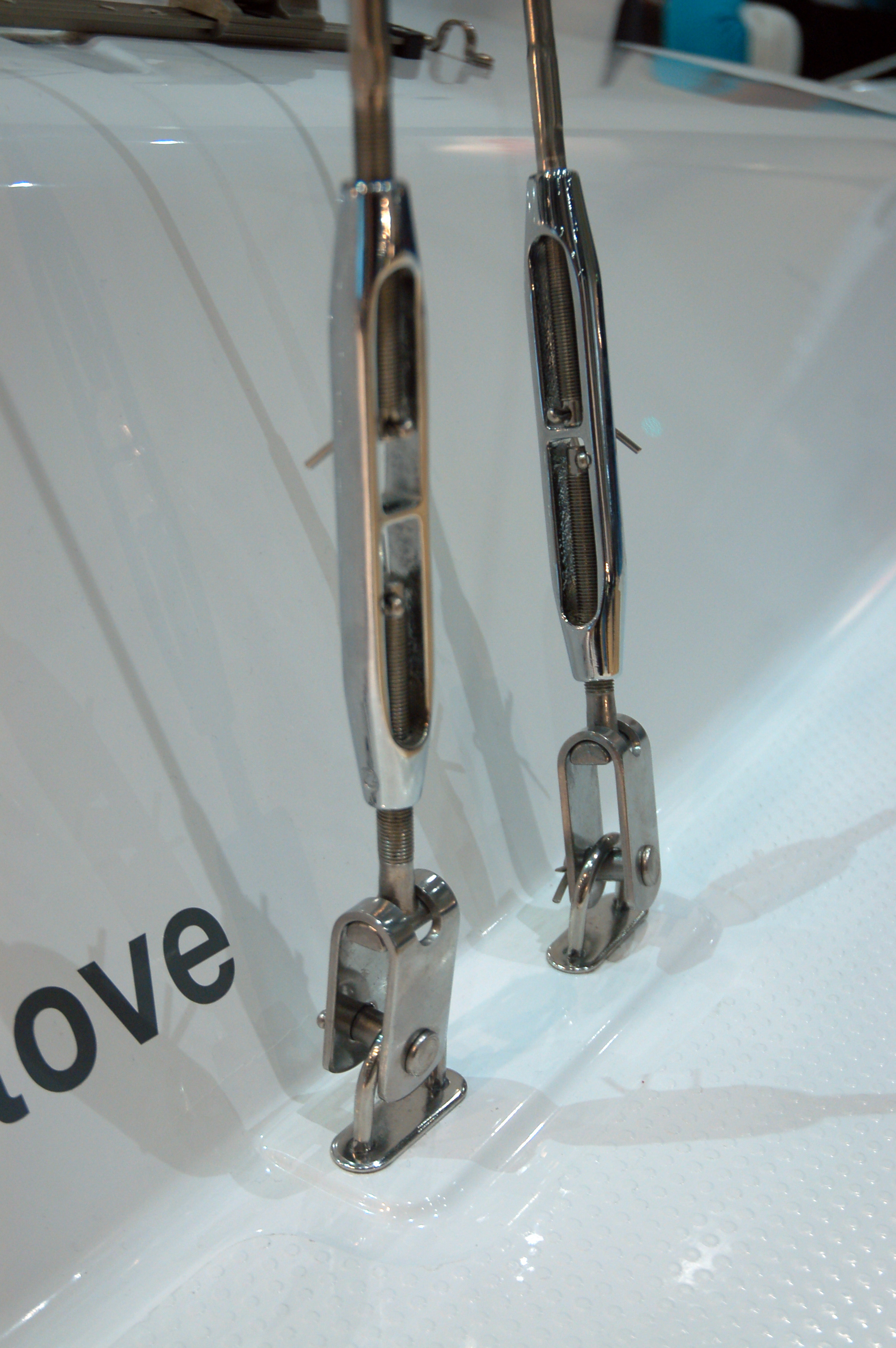
Dos cadenots amb tensors de rosca en un veler modern

Un cadenot és un tirant de ferro que subjecta l'obencam (obencs, burdes i obenquells), cada cadenot fermant un dels cables que suporten els arbres d'un veler. També són cadenots les peces d'ancoratge d'alguns estais i dels estais de galop, burdes o burdes volants.

## Descripció física
Els cadenots són de forma allargada i es munten en posició gairebé vertical. Per la part inferior van afermats a l'orla (també poden allargar-se més, costats avall; o afermar-se parcialment en la coberta) mitjançant perns múltiples (per a disminuir l'esforç sobre els materials del buc). Per la part superior es collen a elements tensors: bigotes en els velers antics o clàssics, i tensors de rosca en velers més moderns.

## Vela lleugera
En vela lleugera els cadenots acostumen a ser d'acer inoxidable amb sistemes tensors discrets (es van tensant per increments).
Hi ha cadenots que només permeten tensar "de forat a forat" i tensors que permeten un ajustament més fi (basats en el sistema Nonius emprat en els peus de rei).
En els primers el cadenot està format per dues xapes d'acer inoxidable amb un fiador (format per un piu mòbil allotjat en una cassoleta fixa en la xapa exterior estirat per una molla interna). El fiador en posició normal travessa la part superior de les dues xapes.
Una regleta amb forats va muntada de forma fixa a l'extrem inferior de l'obenc. L'obenc es fa ferm al cadenot estirant el fiador i introduint la regleta entre les dues xapes (tirants) del cadenot. Un cop obtinguda la posició (i la tensió) desitjada s'allibera el fiador, quedant el passador a través d'un forat de la regleta de l'obenc. Els forats acostument estar separats uns 10 mm i aquest és valor dels increments o decrements d'ajustament.
Els cadenots amb sistema Nònius també estan formats per dues regletes (unides per la part inferior a un escaire o doble escaire d'acer inoxidable). El passador és un pern (del tipus cilíndric amb cabota cilíndrica i fiador d'anella tancada) que pot situar-se en qualsevol posició. Les separacions verticals entre els forats de la regleta fixada a l'obenc i les regletes dels cadenots varien en una dècima part (uns forats a 10 mm i els altres a 9 mm; sistema semblant a l'emprat en els peus de rei). D'aquesta manera és molt fàcil ajustar l'obenc amb increments d'un mil·límetre (1mm). Es tracta d'un sistema molt antic.

## Velers moderns de desplaçament mitjà
Fora d'alguns velers de disseny clàssic els iots de creuer acostumen a usar tensors de rosca, units sempre a cadenots més o menys convencionals.
En alguns casos, especialment en l'estai de galop s'usen tensors hidràulics.

## Velers clàssics
En els velers clàssics, especialment d'aparell rodó i fins a principis del segle xx, els obencs i similars es tensaven mitjançant dues bigotes cadascun.